# Milan Božić
Milan Božić (ur. 23 stycznia 1982 w Toronto) – kanadyjski piłkarz pochodzenia serbskiego, grający na pozycji pomocnika.

## Kariera piłkarska

### Kariera klubowa
W 2001 rozpoczął karierę piłkarską w serbskim klubie FK Zvezdara Belgrad, skąd w 2002 przeszedł do Hajduka Belgrad. Latem 2005 podpisał kontrakt z ukraińskim klubem Wołyń Łuck. Ale rozegrał tylko 2 mecze i zimą opuścił klub. Przez swoich agentów napisał skargę na Wołyń do FIFA, który zobowiązał klub wypłacić kwotę 7-krotnie wyższą za rzeczywisty dług. Potem występował w serbskich klubach FK Inđija, FK Železničar Belgrad i FK Kolubara Lazarevac. W sezonie 2008/09 bronił barw bośniackiego FK Leotar Trebinje. Latem 2009 powrócił do Serbii, gdzie został piłkarzem FK Beograd.